# Civitella d'Agliano
Civitella d'Agliano é uma comuna italiana da região do Lácio, província de Viterbo, com cerca de 1.734 (Cens. 2001) habitantes. Estende-se por uma área de 32,89 km², tendo uma densidade populacional de hab/km². Faz fronteira com Alviano (TR), Bagnoregio, Castiglione in Teverina, Graffignano, Guardea (TR), Montecchio (TR), Orvieto (TR), Viterbo.

## Demografia
| Variação demográfica do município entre 1861 e 2011                               |
|                                                                                   |
| Fonte: Istituto Nazionale di Statistica (ISTAT) - Elaboração gráfica da Wikipedia |